# 達靈頓 (馬里蘭州)
達靈頓（英語：Darlington）是位於美國馬里蘭州哈福德縣的一個普查規定居民點。

## 人口
根據2020年美國人口普查的數據，達靈頓的面積為2.71平方千米，當中陸地面積為2.71平方千米，而水域面積為0.00平方千米。當地共有人口398人，而人口密度為每平方千米146.86人。